# Chiesa della Madonna Pellegrina (Valbondione)
La chiesa della Madonna Pellegrina è un luogo di culto cattolico di Lizzola frazione di Valbondione dedicata alla Madonna pellegrina ed è una chiesa alpestre posta sul passo della Manina, e per questo conosciuta come cappella della Manina, a una altezza di 1796 m s.l.m.

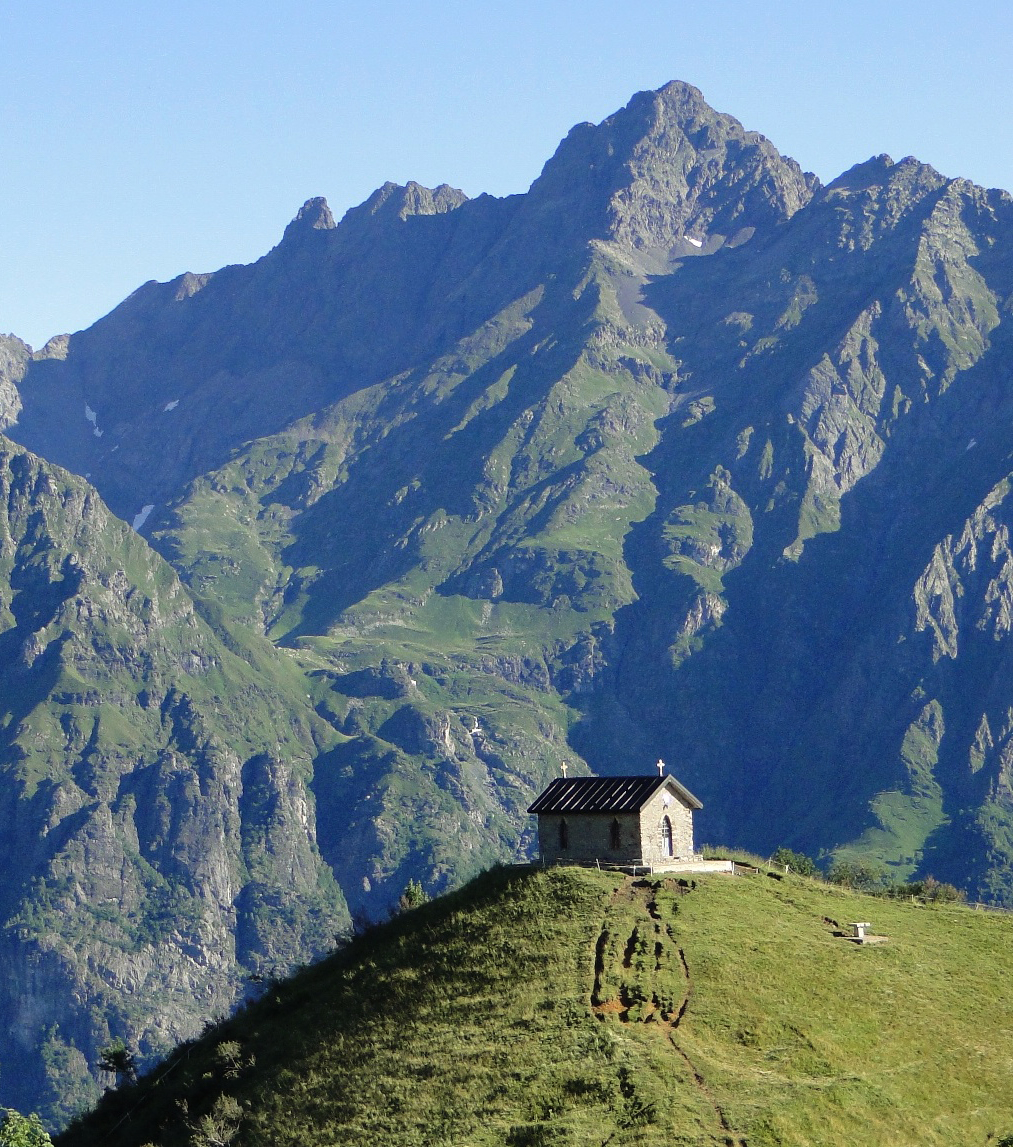
Passo Manina e pizzo Coca

## Storia e descrizione
Il piccolo edificio di culto fu edificato a ricordo del passaggio della statua della Madonna pellegrina, effigie che fu portata attraverso il passo della Manina dalla valle di Scalve alla val Seriana. La chiesa è raggiungibile dal sentiero che parte dalla frazione Lizzola di Valbondione, fino a quota superiore il 1800 m s.l.m. Il valico fu importante collegamento anche durante i secoli precedenti, quando l'economia delle valli si basava sulla lavorazione ed estrazione del ferro nelle miniere citate già da Plinio il Vecchio nel 50-70 d.C., creando un collegamento che da economico divenne anche, con il coinvolgimento delle diverse famiglie, anche umano.
Proprio questa collegamento, che unì le due valli non solo geograficamente ma anche sotto l'aspetto religioso, ha portato a innalzare una chiesa che fosse speculare, avente due facciate principali identiche. Entrambi i frontoni si presentano a capanna coronati da una croce in pietra. 
L'interno si presenta con un'aula divisa in due parti uguali, dove vi sono due zone presbiteriali e due altari uguali e speculari, ma uno rivolto verso Lizzola e l'altro verso Vilminore di Scalve rendendo unico e suggestivo l'edificio.
Entrambi gli altari presentano un affresco raffigurante la Madonna pellegrina con il Bambino tra le braccia. Un piccolo altare esterno con un bassorilievo raffigurante la Vergine è stato posto nel 1985, sul versante della val di Scalve quale dono degli gruppo alpini di Lizzola.
La posizione dominante della chiesa permette la visione del complesso delle Alpi Orobie.